# زرارة بن أوفى
 زرارة بن أوفى أبو حاجب العامري البصري تابعي ومحدث وقاضي البصرة، وكان ثقة له أحاديث، صح أنه قرأ في صلاة الفجر فلما قرأ:﴿فَإِذَا نُقِرَ فِي النَّاقُورِ ۝٨﴾ [المدثر:8]، خر ميتًا، وكان ذلك في سنة 93 هـ. في خلافة الوليد بن عبد الملك.
قال عتاب بن المثنى القشيري حدثنا بهز بن حكيم قال: صلى بنا زرارة الفجر في مسجد بني قشير، فقرأ حتّى إذا بلغ {فَإِذَا نُقِرَ فِي النَّاقُورِ. فَذَلِكَ يَوْمَئِذٍ يَوْمٌ عَسِيرٌ} (المدثر 8 ـــ 10]، خرّ ميتًّا، قال بَهْز: فكنتُ فيمن حمله.وكان ذلك في خلافة الوليد بن عبد الملك.

## روايته للحديث النبوي
- سمع: عمران بن حصين، وأبا هريرة، وابن عباس.
- روى عنه: أيوب السختياني، وقتادة، وبهز بن حكيم، وعوف الأعرابي، وآخرون.

## ثناء العلماء عليه
- أبو حاتم بن حبان البستي: من العباد.
- أحمد بن شعيب النسائي: ثقة.
- أحمد بن صالح الجيلي: ثقة رجل صالح.
- ابن حجر العسقلاني: ثقة عابد.
- محمد بن سعد كاتب الواقدي: ثقة وله أحاديث.
- يحيى بن معين: ثقة.[5]